# Анций Полион
Анций Полион (на латински: Antius Pollio) е политик и сенатор на Римската империя през 2 век.
През 155 г. той е суфектконсул заедно с Миниций Опимиан.